# Окрелізумаб
Окрелізумаб (торгове найменування Ocrevus) — це гуманізоване моноклональне антитіло до CD20. Воно діє селективно, а саме — направлене на маркер CD20 на поверхні певних B-клітин (B-лімфоцитів) — специфічних імунних клітин, які відіграють ключову роль в ураженні мієлінової оболонки, тобто напряму задіяні у патогенезі розсіяного склерозу.

Сьогодні вважається, що В-клітини беруть участь в розвитку розсіяного склерозу за допомогою декількох механізмів:
- антиген-презентації,
- продукції аутоімунних антитіл (аутоантитіл),
- цитокінової регуляції;
- утворення ектопічних лімфоїдних комплексів в оболонках мозку, що вважається фактором коркової демієлінізації та нейродегенерації.

Окрелізумаб було схвалено FDA для застосування у лікуванні розсіяного склерозу в березні 2017 року, і на момент першого кварталу 2018 року це перший препарат, який був схвалений FDA для терапії первинно-прогресуючої форми розсіяного склерозу. Пізніше, у серпні 2017 року, він був схвалений у Канаді. В Україні окрелізумаб було схвалено восени 2017 року (наказ МОЗ України від 04.09.2017 № 1049).
Окрелізумаб було винайдено та розроблено дочірньою компанією Hoffmann-La Roche Genentech; він продається під торговою маркою «Окревус». Схвалення застосування препарату було основане на результатах міжнародних багатоцентрових досліджень III фази.
Результати попередніх досліджень показують, що окрелізумаб має значний потенціал для зміни перебігу розсіяного склерозу та зниження темпів інвалідизації пацієнтів з цим захворюванням. Так, в двох базових дослідженнях (OPERA I і OPERA II) окрелізумаб забезпечив значне поліпшення стану таких пацієнтів(як за клінічними кінцевими точками, так і за результатами візуальної діагностики) у порівнянні зі стандартом терапії.
Аби з'ясувати, чи є цей препарат безпечним та ефективним у молодих пацієнтів, а також онкологічні ризики при застосуванні у вагітних жінок та дітей, компанія-виробник за вказівкою FDA також проведе декілька клінічних досліджень IV фази.

## Медичне застосування
Окрелізумаб призначено для лікування рецидивно-ремітуючої чи первинно-прогресуючої форм розсіяного склерозу у дорослих пацієнтів.
«Окревус» вводиться шляхом внутрішньовенних інфузій кожні шість місяців. Перша доза вводиться у вигляді двох інфузій по 300 мг з інтервалом у два тижні, наступні — у вигляді інфузій по 600 мг.

## Протипоказання
Окрелізумаб не повинен застосовуватися у людей, які хворіють на гостру форму гепатиту B, чи у пацієнтів з важкою алергічною реакцією на цей лікарський засіб у минулому. У випадку будь-якої інфекції лікування окрелізумабом потрібно відкласти до одужання.

## Небажані явища
З урахуванням опублікованих даних з клінічних досліджень найбільш поширеними небажаними явищами та побічними ефектами були наступні: свербіж, висипка, почервоніння, кропив'янка, подразнення у глотці чи у роті; висока температура; втома; нудота; тахікардія; головний біль та запаморочення.

## Фармакологія
Окрелізумаб — глікозильований імуноглобулін G1 з варіабельною ділянкою проти людського CD20 із ланцюгом 2H7 γ1 з молекулярною вагою 352,533 г/моль (145000 Да).
Окрелізумаб діє як селективний імуносупресор: він зв'язується із CD20 на поверхні B-лімфоцитів, і це заважає певному типу B-лімфоцитів (які експресують CD20) руйнувати мієлінову оболонку. У той же час цьому окрелізумаб не впливає на лімфоїдні стовбурові або на зрілі плазматичні клітини, оскільки на їх поверхні відсутні CD20-рецептори.
Наразі лікування обох форм розсіяного склерозу за допомогою окрелізумаба передбачає інфузійне введення препарату з рівномірниму інтервалом у 6 місяців, але сьогодні також дискутується питання введень препарату з урахуванням імунологічних маркерів, тобто залежно від показників кількості CD20-лімфоцитів.